# Ладислав III Кан
Ладислав III Кан (умро пре 13. маја 1315) је био трансилванијски војвода у периоду грађанског рата у Угарској на почетку 14. века.

## Успон
Ладислав је припадао трансилванијском огранку породице Кан чији је родоначелник његов прадеда Јулијус I. О његовом раном животу нема података. Био је један од тројице синова Ладислава II, краљевског судије. Отац му је умро 1278. године или након тога. Ладислав је наследио Ваља Лунгу, Шону, Бун, Мезосзилвас, Септер и Урменис. У изворима се јавља 1297. године када издаје повељу. Носио је титулу војводе Трансилваније, као угарске покрајине. На том месту заменио је Роланда Боршу који се, мада на почетку власти лојалан круни, напосле побунио против краља, због чега је свргнут. Ладислав је подржавао Андрију III Млечанина (1290—1301). Присуствовао је скупштини у Будиму 1298. године. Након Андријине смрти, Ладислав је био један од олигарха који се борио за мађарску круну у грађанском рату (1301—1310). Иако није лично намеравао да овлада Угарском, пружао је подршку разним претендентима узимајући активног учешћа у борби око круне Светог Стефана.

## Учешће у грађанском рату
Користећи се грађанским ратом, Ладислав шири своје поседе, најпре на рачун трансилванијских Саксонаца. Ладислав није признавао 1306. године власт Карла Роберта, анжујског претендента и вазала папе Клемента V, те је папа наредио калочком надбискупу да га екскомуницира. Следеће, 1307. године, Ладислав је на превару заробио Отона III Вителсбаха у чијем су се поседу до тада налазиле инсигније угарског краља, укључујући и круну Светог Стефана.

### Преговори са сремским краљем Драгутином
Ладислав је круну понудио Стефану Драгутину, сремском краљу, односно његовом сину Владиславу. Драгутин се до тада држао по страни по питању догађаја у Угарској, иако је на круну Владислав имао једнака права као и Карло Роберт (на основу супруге Катилине, ћерке угарског краља Стефана). Ладиславова понуда довела је до укључења Драгутина у грађански рат у Угарској. Чешки краљ Вацлав више није био жив, а Отон, иако се успео ослободити Ладиславовог заробљеништва, више није био у игри око угарског престола. Тако су остали на попришту борбе једино Карло Роберт и Стефан Драгутин. Карлу је подршку пружио и папа који шаље легата Гентила да преговара са великашима који су одбијали власт његовог штићеника. Гентил је одвојено преговарао са Матејом Чаком, Хенријем Гисинговцем и Ладиславом Каном. Ладиславу је запрећено екскомуникацијом уколико не врати инсигније угарског краља. Прећено му је, између осталог, и због тога што је преговарао са "шизматичким краљем". Било је то време грађанског рата и у Србији, када је Драгутинов брат Милутин покушавао да стекне подршку са запада. Ладислав је напослетку пристао да врати инсигније и прихвати власт Карла Роберта. Тако је Карло по трећи пут крунисан за краља Угарске 1310. године.

## Последње године
У знак помирења, Карло Роберт је 1310. године боравио у Трансилванији, први пут током своје владавине. Односи су били добри до Ладиславове смрти. Јуна 1313. године Ладислав је извршио замену добара, у присуству краља. То је и последњи помен трансилванијског војводе у историјским изворима. Умро је вероватно крајем 1314. или почетком следеће године, јер је Карло поседе које је он насилно присвојио користећи се нередима током грађанског рата, вратио претходним власницима 1315. године. Ладислава је наследио син Ладислав IV Кан који се побунио против Карла Роберта.